# السباق العظيم (فلم)
السباق العظيم (بالإنجليزية: The Great Race) هو فيلم موسيقي كوميدي رومانسي أمريكي أنتج عام 1965، من تمثيل جاك ليمون، توني كيرتس، وناتالي وود، وإخراج بليك إدواردز، وتأليف بليك إدواردز وآرثر روس، وموسيقى هنري مانشيني وتصوير سينمائي راسل هارلان. إضافة إلى الممثلين المساندين بيتر فالك وكينان وين وآرثر أوكونيل وفيفيان فانس. وبلغت تكلفة الإنتاج مليوني دولار (ما يعادل 16 مليون دولار في عام 2017)، مما يجعله الفيلم الكوميدي الأكثر تكلفة في ذلك الوقت.

## روابط خارجية
- مقالات تستعمل روابط فنية بلا صلة مع ويكي بيانات